# Hamden, Connecticut
Hamden, kommun (town) i New Haven County, Connecticut, USA med cirka 56 913 invånare (2000).

## Kända personer från Hamden
- Ernest Borgnine, amerikansk skådespelare.

## Externa länkar

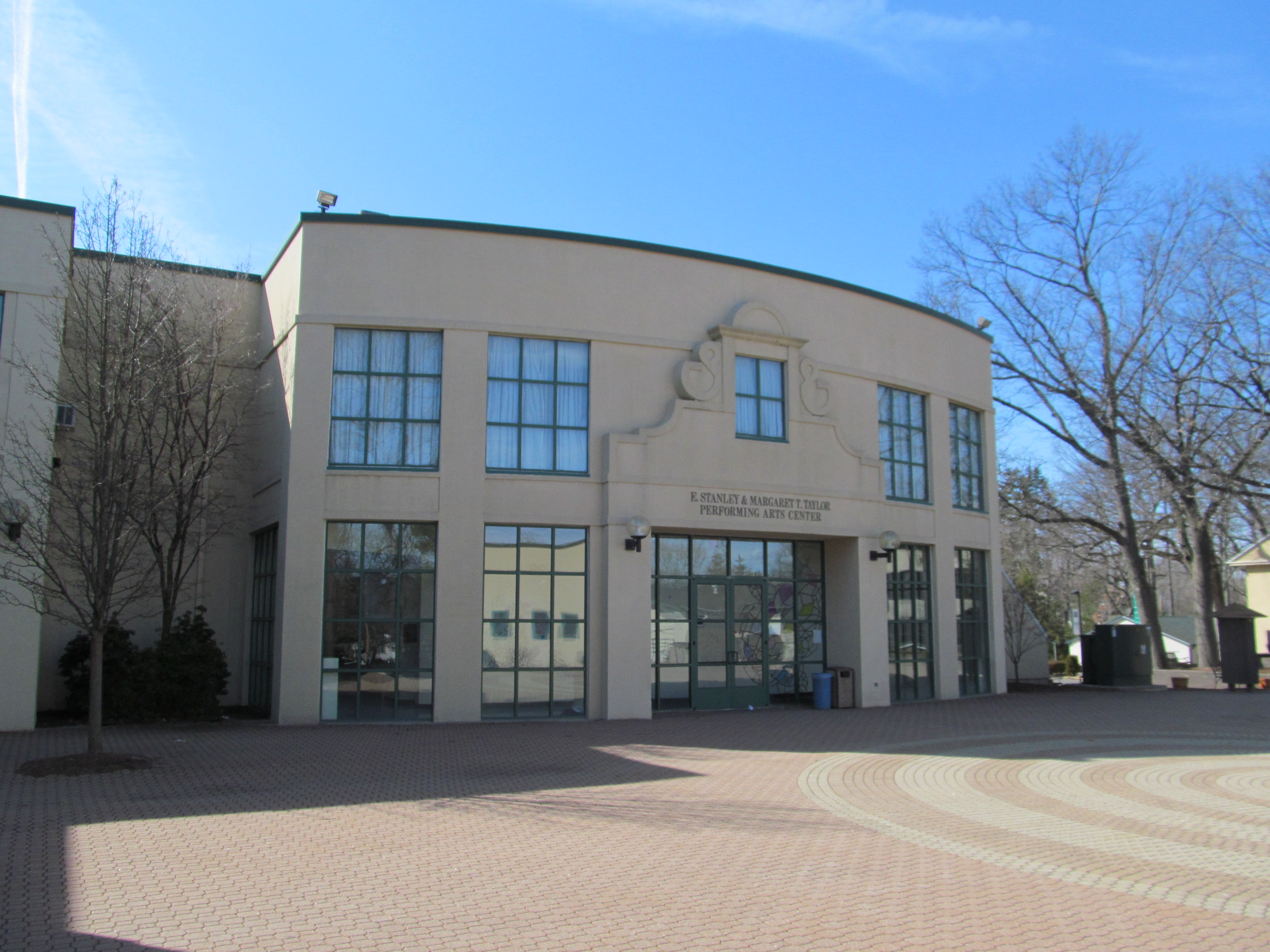